# Zona arqueológica de Santa María de Hito

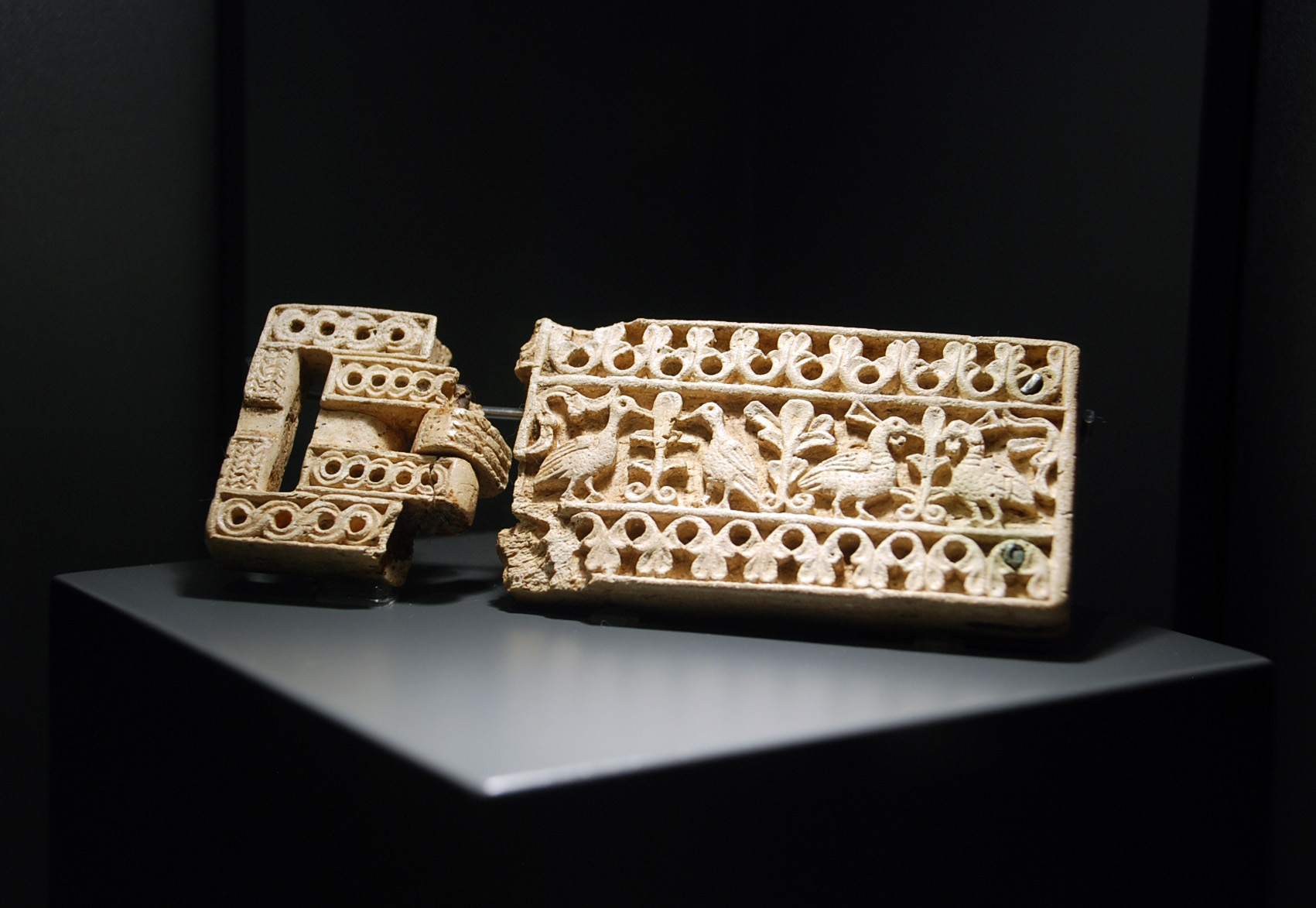
Broche de hueso finamente tallado procedente de Santa María de Hito. La decoración de la placa se basa en la representación de pavos reales, perdices y motivos vegetales y geométricos. Ha sido fechado en el por la influencia del arte islámico en la época califal, pero podría ser anterior: de época visigoda.

La Zona Arqueológica de Santa María de Hito, en el término municipal de Valderredible (Cantabria, España) consta de tres partes diferenciadas, que deben ser objeto de protección, según se detalla a continuación. 
- La Iglesia de Santa María de Hito, conserva restos de su fábrica, de origen románico (la espadaña, escalera de acceso y canecillos). Es esencial para reconstruir la historia de un enclave donde se acumulan sucesivos asentamientos de distinta cronología y funciones en un espacio reducido.

- La necrópolis medieval es anterior a la fábrica de la iglesia, con una cronología que abarcaría de los siglos VI al XII. Es posible que esta necrópolis estuviera asociada a un lugar de culto. La tipología de las tumbas es variada, integrada por tumbas de murete, de lajas y sarcófagos. Los ajuares han manifestado la presencia de cerámicas medievales pintadas y estriadas, anillos con la cruz y otros anagramas, y sobre todo una pieza singular: la conocida hebilla de cinturón en hueso con motivos de faisanes e influencia netamente oriental que se conserva en el Museo Regional de Prehistoria y Arqueología de Cantabria. Es preciso señalar que esta necrópolis, excavada sólo parcialmente, abarca un período especialmente importante para entender la continuidad entre el mundo romano y la plena Edad Media.

- La villa tardorromana. La fundación de esta explotación rural se sitúa a finales del siglo III permaneciendo en uso hasta principios del siglo V. El bloque principal de la excavación mide 56 por 24 metros, siendo cortado por la carretera actual. Se identifican diversas estancias, como un triclinio, termas, almacenes, habitaciones y cocina. Parte de las estancias conservaban restos de decoración mural pintada. Destaca el hecho de que la villa de Santa María de Hito sea de tipo nórdico, a diferencia del modelo más frecuente de tipo mediterráneo.